# Ulica Wilhelma Konrada Roentgena w Warszawie
Ulica Wilhelma Konrada Roentgena – ulica w warszawskiej dzielnicy Ursynów.

## Położenie i charakterystyka
Ulica biegnie w warszawskiej dzielnicy Ursynów na obszarze MSI Stary Imielin od skrzyżowania z ulicami rtm. Witolda Pileckiego i Jana Ciszewskiego do ronda Wielkiej Orkiestry Świątecznej Pomocy na skrzyżowaniu z ulicą Filipiny Płaskowickiej. Na całej długości ma status drogi powiatowej (nr 5603W). Jej długość wynosi 0,94 km.
Pierwotnie ulica była częścią ulicy Józefa Ciszewskiego (potem zmieniono nazwę na Jana Ciszewskiego) biegnącej aż do ulicy Jana Rosoła, której nazwa została nadana w 1975 roku przez Radę Narodową m.st. Warszawy. Wcześniej określana była roboczą nazwą Poleczki-Bis. Ulica Wilhelma Konrada Roentgena została wydzielona z ulicy Ciszewskiego uchwałą Rady m.st. Warszawy z dnia 19 października 1995 w sprawie nadania nazwy ulicy na odcinku od ul. Pileckiego do Makolągwy. Jej patronem został niemiecki fizyk. W 2020 roku rondu na skrzyżowaniu z ulicą Płaskowickiej nadano nazwę Wielkiej Orkiestry Świątecznej Pomocy.
Przy ulicy pod numerem 5 mieści się Narodowy Instytut Onkologii im. Marii Skłodowskiej-Curie – Państwowy Instytut Badawczy. Południowy kraniec ulicy graniczny z Centrum Handlowym Ursynów. W niedalekiej odległości na zachód znajduje się użytek ekologiczny Jeziorko Imielińskie o powierzchni 3,95 ha.